# Tamaran
Tamaran es un planeta ficticio, creado por Marv Wolfman y George Perez para ser la ubicación del planeta de origen de la superheroína Starfire y su hermana la supervillana Blackfire, creado para la editorial DC Comics, este planeta se encuentra ubicado en uno de los más ricos sectores espaciales con las más poderosas razas extraterrestres vecinas, como los Psions, los Veganos o los habitantes de la Ciudadela, con los que habitualmente han mantenido diferentes conflictos a lo largo de la historia del Universo DC. Además, también se destaca que entre otros tamareanos, está el príncipe Ryand'r (conocido como Wildfire/Darkfire) quien es miembro de los Omega Men. Asimismo, ha sido el hogar de uno de los primeros siete linternas verdes que tuvo el universo, llamado Tyran'r. Este planeta tiene mucha relación con las historietas de los Jóvenes Titanes, así como en la serie animada, puesto que han estado relacionado muchos de sus arcos con las historias de la princesa Starfire (conocida como Koriand'r), especialmente cuando se hace mención a otro tamareano vinculado a la princesa, llamada Galfore, la "k'norfka" de Starfire, quien ha sido el equivalente de una niñera de la princesa en el pasado.
Antes del reinicio de continuidad de Los Nuevos 52, el planeta había sido destruido durante una guerra, junto con los padres de Starfire y gran parte de su población. Sin embargo, algunos lograron ser evacuados los suficientes, como para poder restablecerse en un nuevo planeta "Nuevo Tamaran", que posteriormente también sufrió el mismo destino. Al momento de este suceso, los pocos habitantes sobrevivientes se radicaron en el planeta Karna. Antes de su destrucción, Tamaran no tenía una sola familia gobernante, sino más bien la administración planetaria radicaba por varias familias gobernantes. Cuando la raza del Imperio de la Ciudadela llevó la guerra hasta el planeta, los padres de Starfire se convirtieron en la única familia gobernante del planeta. Sin embargo, la hermana mayor, la princesa y heredera al trono, Komand'r (Blackfire), desde entonces ha sido su gobernante, incluso cuando sufrió tanto su destrucción como cuando fueron habitar los otros mundos mencionados.

## Historia Ficticia
El planeta Tamaran se encuentra aproximadamente a 26 años luz de la Tierra en el sistema estelar Vega. Es el octavo planeta en el sistema Vega.
Tamaran está poblada por una raza de humanoides de piel dorada que descienden de una raza felina, asimismo, adoran a la diosa X'Hal. Hace miles de millones de años, la raza Tamareana migró o fue traída a Tamaran desde el vecino planeta de Okaara. Al hacer suyo este mundo, los tamaraneanos establecieron un gobierno planetario que poco a poco fue convirtiéndose en una sociedad feudal. Cada territorio estaba gobernado por una familia real (una serie de castas), y que bajo su dominio se crearían ciudades-estado más pequeñas gobernadas por otras familias influyentes.
Los tamaraneanos son personas muy apasionadas e impulsadas más por la emoción que por la razón. Si bien son guerreros inusualmente feroces, su capacidad por el amor es incluso mayor que por su capacidad para odiar; como resultado, la guerras y los conflictos fueron olvidados con el tiempo, pasando muchos siglos en Tamaran. En cambio, estas personas canalizarían sus energías para crear una utopía tropical, un paraíso en el que pudiesen vivir en paz y armonía con la vida silvestre y donde sus habilidades de batalla se mantuvieran en gran parte en eventos especiales que se hacían por el bien en una ceremonia especial.
Desafortunadamente, el aumento del poder en un sistema estelar vecino dentro del mismo sistema vegano, una raza sedienta de sangre llamada Ciudadela, Tamaran finalmente fue obligada a reintroducirse en este caos y recuperar su naturaleza violenta y guerrera. Tamaran reinventaría sus ejércitos, y liderados la casa real del rey Myand'r, logró defenderse de una invasión llevada a cabo por la ciudadela por más de un siglo equivalente al de la Tierra. Las defensas de Tamaran, sin embargo, finalmente fueron violadas, cuando la hija de la misma casa real, conocida como Myand'r Komand'r, que terminó por desertar y unirse a sus enemigos de la Ciudadela, revelando importantes secretos militares cruciales. En la batalla subsiguiente, millones de tamaraneanos fueron diezmados; sin embargo, toda la raza hubiese sido aniquilada de no ser que el rey Myand'r no hubiese negociado una solemne tregua, cuya firma implicaba el sacrificio de su otra hija, Koriand'r, a los esclavistas de la Ciudadela.

### Guerra civil
A pesar de esta tregua, los problemas para Tamaran estaban lejos de haberse terminado. Los ciudadanos de Tamaran vieron el sacrificio de su amada princesa Koriand'r, como un tremendo acto de debilidad llevado a cabo por el rey Myand'r, e instigaron a una guerra civil en todo el planeta. Komand'r regresaría, y a pesar de la intervención de Koriand'r, ahora conocida como Starfire, miembro de Los Nuevos Jóvenes Titanes, usurparía con éxito el trono de Myand'r. Durante este tiempo, Kory le permitió en convenio a Komand'r que tomase el control de Tamaran, pero permitiendo que sus padres actuasen como sus asesores. Koriand'r posteriormente regresaría entonces a la Tierra.
Más tarde, Komand'r se había dado cuenta de que era su propio odio el que la había llevado a despreciar su mundo natal por el que por algún momento creyó que la había rechazado, debido a la influencia de la Ciudadela. Usando sus propias habilidades, Komand'r ayudó a liberar a Tamaran y detuvo una invasión terrorista. Komand'r gobernaría por un tiempo a Tamaran de manera justa y honorable, con el puño de un guerrero y el corazón de una reina.

### Tamaran destruida
Starfire más tarde volvería a Tamaran, después de un ataque salvaje por una versión malvada de su compañera de equipo, Raven. A su regreso, conoció y se enamoraría de un hombre llamado Ph'yzzon , un general del ejército. Después de un rápido cortejo, Koriand'r y Ph'yzzon se casaron.
Mientras tanto, Víctor Stone (conocido como Cyborg) había combinado su conciencia mitad máquina y mitad humana con la raza alienígena conocida como los Technis, en un esfuerzo llevado a cabo para salvar a la raza moribunda. Cyborg se reunió con sus excompañeros de equipo cuando una versión malvada y corrupta de Raven (que había desatado su poder demoníaco en su último encuentro con Trigon) intentó destruir gran parte el lado bueno de su alma, que yacía latente en el cuerpo de Starfire. Por descubrimiento de la misma Starfire, el lado oscuro y malvado de Raven incitó un conflicto en el sistema estelar vegano.
La flota de Tamaulomé, liderada por el general Ph'yzzon, luchó valientemente, pero quedarían abrumados. Sabiendo que no podían detener a los Psions, Ph'yzzon alertó al Rey Myand'r y a la Reina Madre Luand'r de esta situación. Los dos solicitaron un plan de evacuación, para poder salvar a tantos tamaranianos como fuese posible. Sin embargo, ellos mismos decidieron quedarse en el planeta, para determinar que defensas planetarias aun quedaban en pie que pudiesen defender al planeta, peor pronto se vieron inservibles para la batalla. El ataque de los Psions causó una implosión en el núcleo de Tamaran, consumiendo todo el planeta y a todo lo que permanecía en pie en él. Como resultado, Tamaran fue destruida junto con Technis.
Los Titanes fueron capaces de destruir completamente al malvado Raven y restaurar el lado bondadoso de Raven al convertirse en una entidad espiritual, libre de la influencia de Trigon. Starfire decidió reconstruir su cultura en un nuevo planeta, en la luna Jalascis, con sobrevivientes tamaranianos. Este mundo fue apodado Nuevo Tamaran.

#### Nuevo Tamaran
Cuando apareció el come soles que venía acercándose al sistema Vega y venía arrasando planetas en toda la galaxia, Nuevo Tamaran yacía en su camino. Una mujer alienígena llamada Dusk intentó advertir a los tamaraneanos, pero la Reina Komand'r era demasiada ciega y xenófoba como para poder escuchar. Starfire le creyó a Dusk y trató de advertir a sus compatriotas tamaraneanos. Komand'r vio en su hermana como traidora y la desterró. Starfire dejaría entonces su nuevo planeta natal y no pudo evitar su destrucción. Nuevo Tamaran fue engullido por un come soles, junto con muchos de los restantes civiles tamaraneanos que habían sobrevivido a la anterior destrucción de su planeta original, junto a su nuevo esposo Ph'yzzon.

### Un mundo natal compartido
Sin embargo, esto no significó que hubiesen muchos tamaraneanos sobreviviesen fuera de su mundo adoptivo. Durante la explosión de Nuevo Tamaran, estos sobrevivientes buscaron un nuevo hogar. Ryand'r, el hermano menor de Starfire y Blackfire, fue influyente para la búsqueda de un nuevo hogar para su perdido pueblo de Tamaraneano. Con este fin, ayudaría a liderar una invasión en el planeta Karna, hogar de los Gordanianos. Ryand'r, eventualmente solicitó ayuda de su hermana, Starfire. Starfire engañó a los Titanes haciéndoles creer que los gordanianos eran los invasores, sabiendo que no los entenderían y que no estarían de acuerdo si hubiesen sabido todos los hechos. A medida que avanzaba la batalla, los Titanes descubrieron que los Gordanianos. no fueron los invasores, pero que los tamaraneanos sí.
Los Titanes pudieron resolver el conflicto pacíficamente cuando Tempest propuso un tratado. Los gordanianos les permitirían quedarse; a cambio, los tamaraneanos les enseñarían nuevos oficios que no se relacionaran con la esclavitud y reforzarían su reputación en la galaxia. Ambas razas estuvieron de acuerdo con estos términos. Koriand'r se disculpó con sus amigos por su engaño, pero eligió permanecer en Karna y reconstruir la cultura de su pueblo como princesa.

### Nuestros mundos en guerra
Poco tiempo después, de nuevo golpearía la tragedia. Durante la crisis de Nuestros mundos en guerra, una serie de sondeos hechos por el supervillano intergaláctico conocido como Imperiex destruyeron a Karna. Esto marcaría que el tercer planeta natal adoptivo la raza de los Tamarat fuese destruido. Los tamaraneanos continuarían vagando una vez más por la galaxia, con el regreso de su antigua reina Komand'r como su nueva líder, también conocida como Blackfire.

### Los Nuevos 52/DC: Renacimiento
Con el relanzamiento de continuidad, se desconoce cuánto ha cambiado el universo, pero se ha habido que ciertos cambios significativos en la historia y la cultura de la gente de los Tamaulipas o Tamarats como también son conocidos los tamareanos. Se dice que Komand'r mantuvo parte de la historia anterior con unos cambios poco notables, a excepción de que ella en el pasado fue quien vendió a su hermana para mantener la seguridad del planeta Tamaran para evitar las represalias de la Ciudadela. Un cambio importante es que se muestra que los tamaraneanos que han tenido apariciones apenas se les ven junto con otras razas como experiencias ultrasensoriales, hasta el punto de que olvidan cómo se ven si no están cerca de una persona. Aunque se les muestra que una vez han sido identificados por su nombre, en el caso de Starfire puede recordarlos. También se dice que no creen que las emociones son parte de una experiencia sexual, recreativa o reproductiva. Adicionalmente, los tamareanos suelen tener una relación empática con una criatura llamada Syl'khee (Silkhee) natal de su planeta, que son criadas como mascotas de compañía y que ha formado parte de su cultura durante varias generaciones.
Sin embargo, más adelante Tamaran repentinamente serían atacados por Blight, una raza alienígena parásita, que buscaba la nave estelar "Tamarat Starfire" ya que buscaran a su comandante, la Princesa Koriand'r, también conocida como Starfire. Koriand'r duda en salvar al planeta debido a que la gente y su hermana permitieron que fuese esclavizada. Se revela que Komand'r estaba trabajando en conjunto con la plaga, pero con qué fin quedó desconocido.
Ahora, se sabe que la gente de Tamaran ha visitado el planeta Tierra en múltiples ocasiones, como lo explica Crux , cuando perdió a sus padres en un Crucero de Guerra chocando con nave. El hogar terrestre de Starfire se muestra como una gran nave estrellada en una isla tropical cerca de los Estados Unidos.
Una historia del pasado de Tamaran fue mostrada en el cómic de Green Lantern New Guardians. Las personas aun tienen piel naranja y tienen las mismas habilidades. También tienen varios cuernos pequeños en la cara y en los hombros. Se presentan abiertamente amigables, creyendo que personajes como Arkillo y Saint Walker son heraldos del Arcángel Invictus.
Durante los acontecimientos relacionados de la miniserie "Man of Steel" que dio origen al villano conocido como Rogol Zaar, y derivados en el nuevo volumen de la serie antológica mensual de "Superman", en el primer número aparece Tamaran en el pasado en la época en que aconteció los hechos que marcaron la destrucción de Krypton, donde se ve que los tamaraneanos son excelentes combatientes en la guerra, pero, cuando los reyes del planeta oyen la presencia de la llegada de Rogol Zaar al planeta, reconocen su respeto hacia este villano y deciden reagruparse y regresar a su ciudadela, debido a que representa una clara amenaza a su planeta.

## Idioma
En los cómics, Starfire rara vez emplea palabras de su lengua materna, puesto que los tamaraneanos pueden aprender a hablar un idioma mediante el contacto físico.
Sin embargo, en la serie de animación, Starfire a menudo emplea palabras tamaraneanas, aunque no está claro si dichas palabras son canónicas en relación con los cómics.
Algunos de estos términos aparecidos en la serie son:
- Blorthog - el "festival tamaraneano de la amistad", se trata de una celebración equivalente al Día de Acción de Gracias.
- Bumgorf - aquel del que cuida un k'norfka, ej.: Starfire es la bumgorf de Galfore.
- Chlorbag - insulto tamaraneano, usado para describir a Chico Bestia en el episodio "Fuerzas de la naturaleza" y a Mother Mae-Eye en "Mother Mae-Eye".
- Dror - se trata de un animal tamaraneano físicamente parecido a un perro, es usado a modo de mascota.
- Finbar - aparentemente se trata de un número en el idioma tamaraneano.
- Gorb-Gorb
- Glorg - palabra polisémica que en el episodio "Terra" es alguna clase de comida, mientras que en "El coche" se trata de un animal.
- Grempork - probablemente sea equivalente al insulto terrícola "zorra". Empleado por Starfire en "Cita con el destino", refiriéndose a Kitten, la hija de Killer Moth tras obligar a que Robin la acompañase en el baile.
- Hoegee - ver "Okaaran".
- K'norfka - alguien que cuida de otra persona, al estilo de una niñera; así, Galfore es el k'norfa de Starfire.
- Marflik - ver "Okaaran".
- Milnip Wusserloop - persona olvidadiza.
- Okaaran - empleado en "Mad Mod" para sacar del trance a Chico Bestia, equivale a "¿cuántos - hacen falta para cambiar una bombilla?". Se refiere a razas de cultura guerrera, a varias de las cuales pertenecen los maestros que enseñaron artes marciales a Starfire.
- Rekmas - el fin de una amistad entre varias personas.
- Troq - insulto racista usado por otros alienígenas respecto a los tamaraneanos, por lo que realmente no es una palabra originaria de Tamaran. Equivalente a términos despectivos terrícolas como "negrata" o "gabacho", es vagamente traducido como "nada".
- Zarbarf real - palabra empleada para describir la forma bestial de Chico Bestia.
- Zolworg Tuback Plxing Zardbarker - insulto tamaraneano, presumiblemente referido para burlarse de la fuerza o habilidad de alguien.
- Zorka - una especie de bayas originarias de Tamaran.
- Glufnack - Es como decir salud cuando alguien estornuda

## Ciudades Tamaraneanas
- Dors
- Kathas
- Komandus
- Myrrynnian
- Palamar
- Tamarus (la capital)
- Zoriss

## Apariciones en otros medios
- En la serie animada de Teen Titans, la única área de Tamaran que se muestra se presenta como una tierra estéril, de montaña (un claro contraste con el clima tropical exuberante de su homólogo de cómics), aunque Starfire piensa que se ve encantador.

Además, los padres de Starfire y su hermano menor Ryand'r nunca se ven, a diferencia de su tutor, Galfore, quien aparece en el episodio "novios". En el mismo episodio, Blackfire es vista como la gobernante suprema de Tamaran.
También en la serie animada, los tamaraneanos pasan por la pubertad conocida como la "transformación" en todo el momento de la primera adolescencia, de apariencia humana. Este proceso crea temporales mutaciones al azar en el cuerpo del Tamaraneano, como dijo starfire en "transformación" pueden ir desde piel morada durante dos días (Blackfire), o una serie de cambios horribles con el fin del cultivo de una crisálida durante un corto período (Starfire). Cuando su transformación esta completa, el cuerpo de Starfire (en este caso) se devuelve normal con la nueva capacidad de disparar rayos estelares de los ojos.Los tamaraneanos animados también tienen una lengua prensil y nueve estómagos.
Ryand'r (el hermano menor de starfire) juega un papel integral en el número 46 de los Teen Titans go! que es la serie de historietas que dan la continuación a la serie, en lo que se traduce su nombre como "Wildfire".
En la serie de animación, las habilidades de starfire vuelo, fuerza sobrehumana y rayos estelares son comunes en todos los Tamaraneanos, siendo habilidades raciales y no el resultado de los experimentos de Psion (que se confirma en el número 46 de Teen Titans Go!, El empate en cómic con la serie). Todos sus poderes están unidos en su estado emocional; sus rayos estelares son alimentados por la furia, la fuerza por la confianza y el vuelo por la alegría.
- Adicionalmente, también a aparece en la parodia de la serie original, en Teen Titans Go!.